# Rok Ažnoh
Rok Ažnoh, född 9 september 2002, är en slovensk alpin skidåkare.
Ažnoh tog silver i Super-G vid olympiska vinterspelen för ungdomar 2020 i Lausanne.